# 비행 관리 시스템

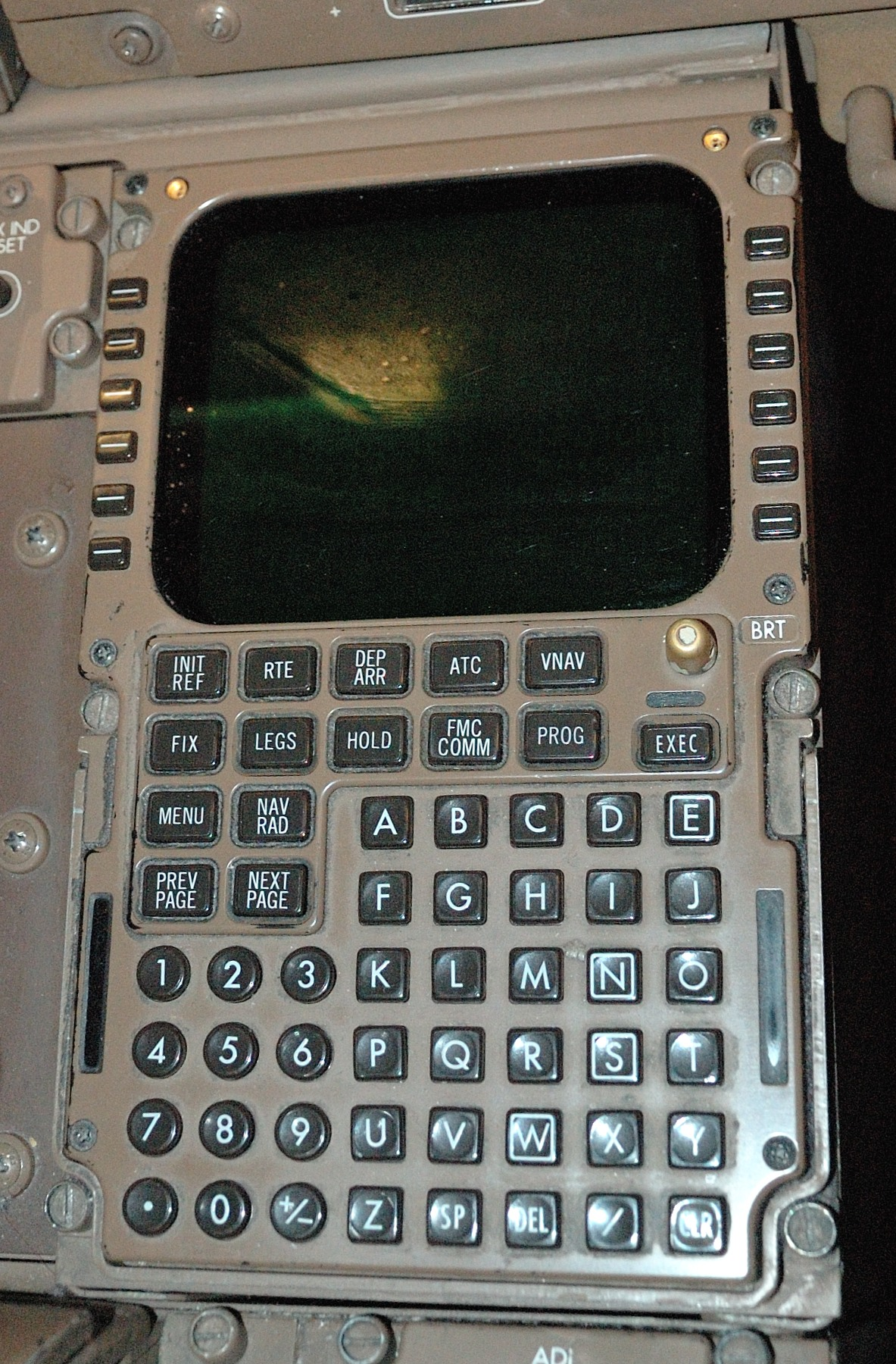
FMS(비행 관리 시스템) 허니웰의 보잉 767–300

비행 관리 시스템(飛行管理 - , 영어: flight management system, FMS)은 현대 여객기 항공전자 공학의 기본 부품이다. FMS는 다양한 기내 작업을 자동화하여 현대 민간 항공기가 더 이상 비행 엔지니어나 항해사를 태울 수 없을 정도로 비행 승무원의 작업량을 줄이는 특수 컴퓨터 시스템이다. 주요 기능은 비행 계획의 비행 중 관리이다. FMS는 다양한 센서(무선 항법에 의해 종종 지원되는 GPS 및 INS 등)를 사용하여 항공기 위치를 파악하고 비행 계획에 따라 항공기를 안내할 수 있다. 조종석에서 FMS는 일반적으로 작은 화면과 키보드 또는 터치스크린이 통합된 제어 디스플레이 장치(CDU)를 통해 제어된다. FMS는 전자식 비행 계기 계통(EFIS), 내비게이션 디스플레이(ND) 또는 다기능 디스플레이(MFD)에 표시할 비행 계획을 보낸다. FMS는 비행 관리 컴퓨터(Flight Management Computer, FMC), CDU 및 크로스토크 버스로 구성된 이중 시스템으로 요약할 수 있다.
최신 FMS는 보잉 767에 도입되었지만 초기 내비게이션 컴퓨터도 존재했다. 이제 FMS와 유사한 시스템은 세스나 182만큼 작은 항공기에 존재한다. 진화 과정에서 FMS는 다양한 크기, 기능 및 제어 기능을 갖추고 있다. 그러나 특정 특성은 모든 FMS에 공통된다.